# Ssa-um
Ssa-um (싸움?), noto anche con il titolo internazionale Venus and Mars, è un film del 2007 scritto e diretto da Han Ji-seung.

## Trama
La relazione tra Sang-min e Jin-ah, iniziata nel migliore dei modi, si trasforma ben presto in un incubo. Invece di passare per un civile divorzio, i due infatti non si sopportano più talmente tanto da vedere un'unica soluzione: eliminare fisicamente l'odiato coniuge.

## Distribuzione
In Corea del Sud la pellicola è stata distribuita a livello nazionale dalla Cinema Service, a partire dal 12 dicembre 2007.